# Kościół ewangelicko-augsburski w Piotrkowie Trybunalskim
Kościół ewangelicko-augsburski w Piotrkowie Trybunalskim – kościół parafialny należący do diecezji warszawskiej.

## Świątynia katolicka (1689-1788)
Początki budowy świątyni pijarskiej w Piotrkowie związane były z występującą po soborze trydenckim potrzebą szerzenia oświaty wśród społeczeństwa. Zakonnicy sprowadzeni do Polski w 1642 roku przez Władysława IV założyli swoje domy zakonne i kolegia kształcące młodzież w Podolińcu, Rzeszowie i Warszawie, a w 1662 roku podjęli starania o założenie swojej placówki w Krakowie. Projekty Pijarów zostały chłodno przyjęte przez mieszczan krakowskich obawiających się, że utworzone w Krakowie kolegium stanie się konkurencją dla Akademii Krakowskiej. Pomimo wynoszącej 30 tysięcy złotych dotacji na osiedlenie się w Krakowie, którą wyasygnował wojski nowogrodzki Jan Górczyński, krakowska Rada Miejska nie wydała Pijarom zgody na budowę konwentu.
Nie zrażeni niepowodzeniem Pijarzy szybko zwrócili uwagę na Piotrków, który jako siedziba Trybunału Koronnego pełnił funkcję jednego z ważniejszych ośrodków miejskich Rzeczypospolitej. Przybywające do Piotrkowa rzesze szlachty gwarantowały Pijarom hojnych mecenasów, którzy mogliby łożyć sumy na utrzymanie szkoły. Projekt założenia kolegium przez zakonników pijarskich znalazło poparcie piotrkowskiego mieszczaństwa oraz wyższego duchowieństwa. Wobec tego w 1673 roku prowincjał zakonu pijarów mianował księdza Franciszka Haligowskiego prokuratorem odpowiedzialnym za urzeczywistnienie fundacji pijarskiej w Piotrkowie.
Dotacja Jana Górczyńskiego pozwoliła Pijarom na zakup od Stanisława Jaxa-Bykowskiego kamienicy przy ulicy Dominikańskiej, w której mieli mieszkać zakonnicy do czasu wybudowania świątyni i klasztoru. Protekcja królowej wdowy Marii Eleonory pozwoliła na uzyskanie w Rzymie aprobaty i zezwolenia na założenie w Piotrkowie kolegium i kościoła. Po uzyskaniu zgody Stolicy Apostolskiej konsystorz łowicki wydał 6 lipca 1674 roku dekret fundacji klasztoru i kolegium pijarskiego w Piotrkowie.

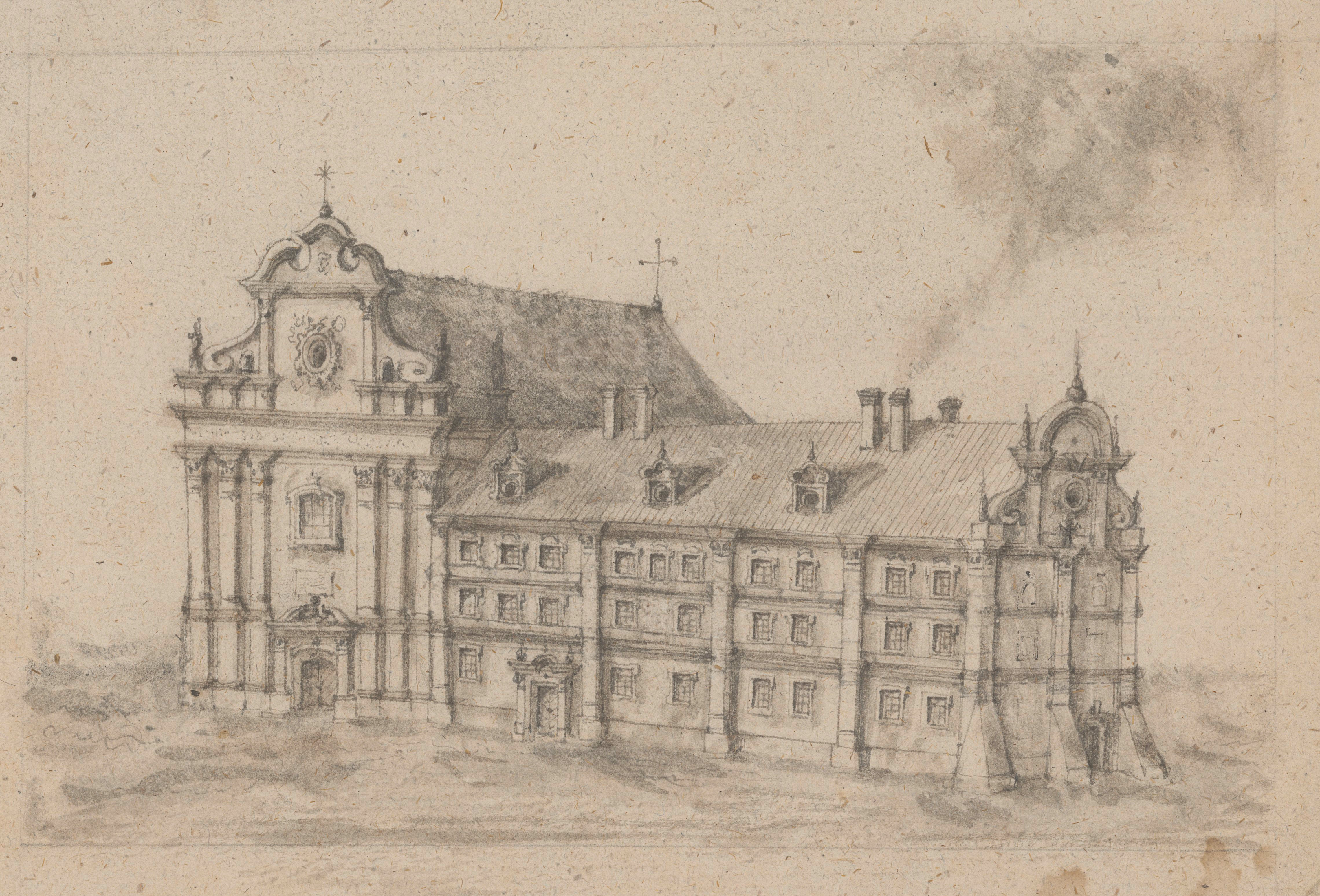
Po lewej kościół przed przebudową na grafice z początku XIX w.

W miesiąc później do miasta przybyli pierwsi zakonnicy, a na początku 1675 roku zdołali otworzyć swoją szkołę, którą w 1677 roku decyzją Sejmu wzięto pod opiekę króla i narodu. Po przybyciu do Piotrkowa pierwszych pięciu zakonników na placu przylegającym do zakupionej przez Pijarów kamienicy wyznaczono miejsce pod budowę kościoła. Zakonnikom, zgodnie ze wcześniejszymi przewidywaniami udało się pozyskać możnych fundatorów. Na cel budowy kościoła znaczne sumy przekazali deputaci Trybunału Koronnego: starosta kaliski Stanisław Potocki, starosta wieluński i marszałek Trybunału Jan Męciński, kasztelan podlaski Mikołaj Jaxa-Bykowski oraz biskup poznański Mikołaj Święcicki, opat sulejowski Bernard Zamski, ponadto piotrkowskie klasztory, szlachta i mieszczanie.
Uzbierane funduszy pozwoliły Pijarom na zakup kolejnych gruntów, przez co bardzo szybko stali się oni właścicielami prawie całej północno-zachodniej dzielnicy miasta pomiędzy ulicą Miodową (Sieradzką), Nowym Miastem (Rycerska), Rwańską i Dominikańską. Budowę kościoła Pijarzy rozpoczęli w 1689 roku ostatecznie kończąc ją w 1718 roku. Po wybudowaniu świątyni zakonnicy przystąpili do wznoszenia konwiktu, który powstał za czasów rektoratu ks. Cypriana Małachowskiego w 1738 roku. Gwałtowna rozbudowa konwiktu nastąpiła w czasie pełnienia rektoratu przez ks. Fulgentego Guttera Dobrodziejskiego w 1765 roku. Prace zakończone ostatecznie przez ks. Zygmunta Rojka pozwoliły wystawienie dużego budynku bezpośrednio przylegającego do kościoła przy ulicy Rwańskiej. W 1786 roku w wyniku ogromnego pożaru Piotrkowa spłonęły także budynki klasztoru pijarskiego. Zmusiło to zakonników do przeniesienia się do budynków po skasowanym klasztorze Jezuitów. ostateczna przeprowadzka nastąpiła 17 lipca 1788 roku.

## Okres przejściowy (1788-1795)
Opuszczone zabudowania klasztorne zostały przeznaczone na mieszkania prywatne piotrkowskich mieszczan. W tym czasie budynki nie przechodziły większych remontów.

## Świątynia ewangelicko-augsburska (od 1795)
W wyniku II rozbioru Polski w 1793 roku Piotrków znalazł się w granicach zaboru pruskiego. Władze pruskie tuż po przejęciu miasta zajęły budynki pijarskie, przemieniając zabudowania szkolne i klasztorne na koszary i więzienie. W 1797 roku prymas Krasicki po uprzedniej zgodzie papieża przekazał kościół ewangelikom. W tym samym roku doszło najprawdopodobniej do zdjęcia święceń z kościoła oraz wyniesienia z podziemi szczątków pochowanych zakonników pijarskich. Jednocześnie ewangelicy przystąpili do odpowiedniego przystosowania świątyni na potrzeby luterańskiego kultu. Do 1824 roku w Piotrkowie nie było najprawdopodobniej stałego pastora. Posługę religijną sprawowali w tym czasie dojeżdżający do Piotrkowa pastor Gerbling z Iłowa, pastor Rüdiger z Łasku i pastor Tuve z Brużyc.
W czasie wojen napoleońskich kościół został chwilowo zajęty na potrzeby wojska. Początkowo mieścił się w nim magazyn wojskowy, a w 1813 roku szpital dla żołnierzy rosyjskich.

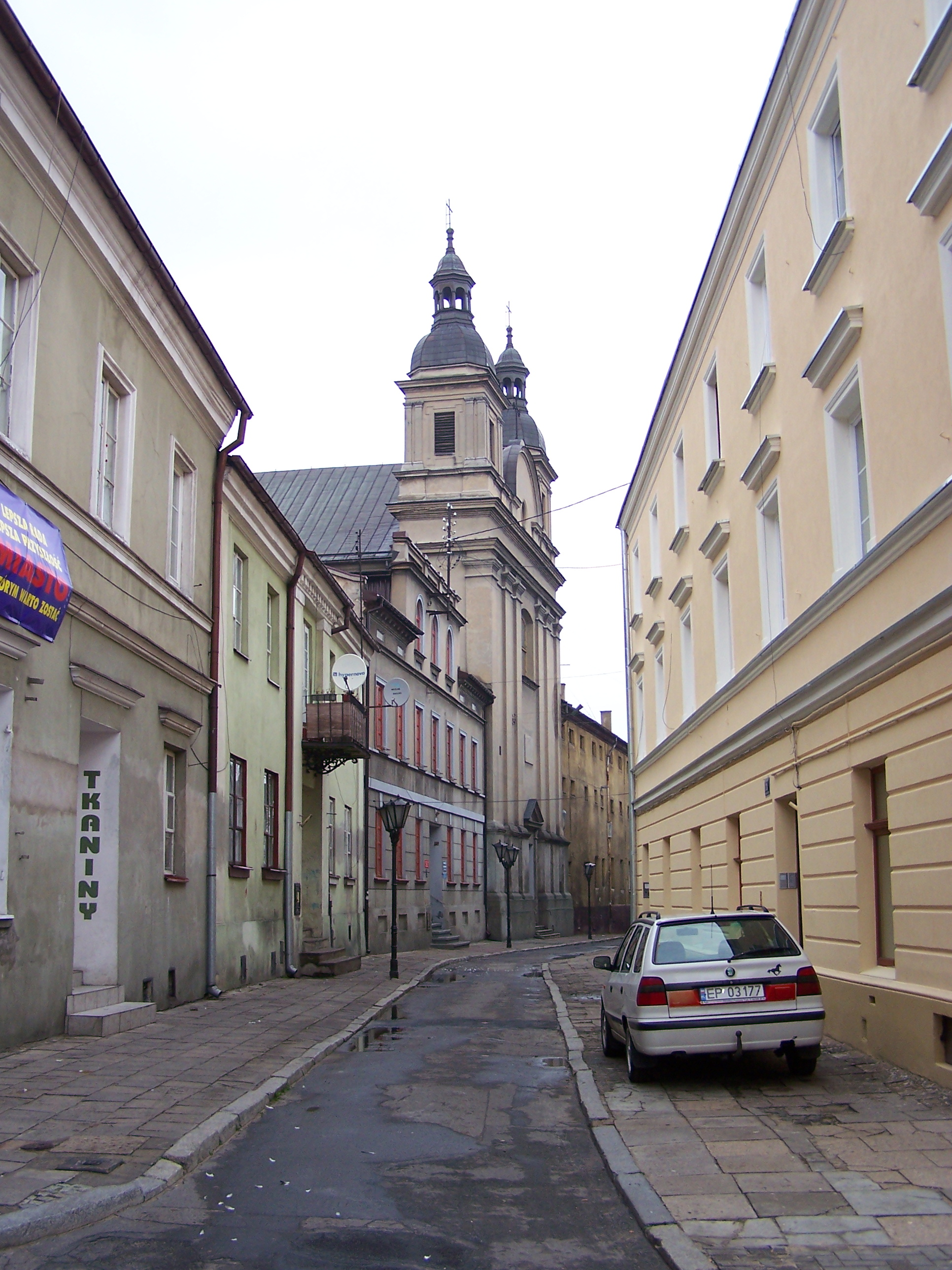
Widok kościoła od strony ulicy Rwańskiej

W wyniku postanowień kongresu wiedeńskiego Piotrków znalazł się w granicach podległego Rosji Królestwa Polskiego. Pierwsze lata po zakończeniu wojny parafianie poświęcili na próby odzyskania kościoła. Dzięki osobistemu zaangażowaniu parafian m.in. aptekarza Samuela Schäffera kościół został w 1817 roku oddany ewangelikom. Jednocześnie Schäffer podjął starania o sprowadzenie do Piotrkowa stałego duchownego. 21 października 1827 roku funkcję pastora piotrkowskiego zboru objął Jan Jakub Benni. Powstawanie nowych zborów w okolicach Piotrkowa m.in. Tomaszowie Mazowieckim, Bełchatowie i Kleszczowie powodowało liczne zmiany na stanowisku pastora w parafii piotrkowskiej. W 1833 roku ksiądz Benni został przeniesiony do Tomaszowa. Kolejni pastorzy ks. Karol Zander (1834-1838)i ks. Jan Rother(1838-1844) kierowali parafią przez krótki czas. Wpływ na to miał bez wątpienia zły stan finansowy parafii, która nie miała nawet środków na uposażenie dla pastora. Jednocześnie dla wiernych niezwykle uciążliwym było sąsiadowanie kościoła z więzieniem, na co parafianie skarżyli się nawet władzom sądowym. 6 maja 1844 roku pastorem piotrkowskiej parafii został ksiądz Leopold Otto. W tym czasie parafia liczyła 2011 wiernych (430 rodzin). Dzięki płomiennym kazaniom ks. Otto parafia wkrótce się powiększyła, gdyż gorliwy kaznodzieja przyciągał na odprawiane przez siebie nabożeństwa także przedstawicieli innych wyznań, a zwłaszcza miejscowych katolików. W lipcu 1844 roku przy ulicy Rwańskiej 6 udało się za pieniądze zebrane przez parafian także wybudować dom dla pastora. 16 sierpnia 1849 roku ksiądz Otto wybrany został drugim proboszczem zboru warszawskiego po odejściu ks. Sachsa i 11 października wyjechał do Warszawy. Administrację parafii czasowo objęli ks. Jeute i ks. Genti.
Nowy pastor obrany 19 sierpnia 1851 roku ksiądz Ludwik Müller pełnił swoją funkcję aż do 1905 roku. jako długoletni proboszcz przyczynił się do utworzenia szkoły elementarnej rządowej ewangelicko-augsburskiej, która miała swą siedzibę na plebanii. Szkoła ta początkowo miała 1 oddział, a od roku 1869 2 klasy. Oprócz nauki religii wykładano tam początki gramatyki polskiej i niemieckiej, geografię i roboty ręczne dla dziewcząt. Powodem otwarcia szkoły był fakt, że dzieci ewangelickie, szczególnie uboższych rodziców wzrastały bez żadnej prawie nauki. Szkoła ta rozwijała się bardzo szybko; o ile w roku szkolnym 1851/2 było tylko 5 uczniów, to w roku szkolnym 1853/4 już 40, w roku szkolnym 1860/61 – 59, a w roku szkolnym 1869/70 liczba uczniów wyniosła 88. W 1883 roku zamieniono tę szkołę na szkołę ogólną bezwyznaniową i ks. Müller chciał wskrzesić szkołę religijną, aby dzieci mogły się uczyć religii swego wyznania i przygotowywać się do konfirmacji, lecz Konsystorz nie zatwierdził tego projektu z uwagi na to, iż było to sprzeczne z Najwyższym Manifestem z 30.8.1869 r. Nauczanie religii musiało się więc odbywać na terenie innych szkół, a nauka konfirmacyjna na plebanii. Od r. 1906 administrację parafii przejął ks. Jan Buse i urzędował w Piotrkowie do wybuchu I wojny światowej. Za czasów jego urzędowania zostało powołane do życia 2.1.1907 roku Piotrkowskie Ewangelicko-Augsburskie Towarzystwo Dobroczynności. Jednym z zadań powołanego Towarzystwa stało się prowadzenie przy ulicy Moskiewskiej 71 (dziś Wojska Polskiego) Domu Starców założonego przez Ewangelickie Towarzystwo 23.10.1909 roku.
I wojna światowa odbiła się ujemnie na stanie dobrze rozwijającej się parafii. W latach 1915–1921 funkcję pastora pełnił ks. Edmund Wentzel. Sytuacja finansowa parafii była w tym czasie tragiczna. Jedynie zwiększenie wysokości składki kościelnej uchroniło parafię przed koniecznością sprzedaży domu parafialnego. Niezwykle szanowany przez parafian ksiądz Wentzel będąc z wizytą u chorego zaraził się i po kilku dniach pomimo pomocy lekarskiej zmarł. W okresie międzywojennym parafią piotrkowską zarządzali ks. Henryk Otto (1921-1932) oraz ks. Max Petznik (1933-1945). Głównym problemem nowych administratorów była w dalszym ciągu sytuacja finansowa parafii oraz kwestia wyposażenia kościoła w nowe organy.
Okres II wojny światowej świątynia przetrwała bez zniszczeń, sama parafia natomiast po 1945 roku na skutek akcji wysiedleńczej ludności niemieckiej uległa poważnemu zmniejszeniu. Proboszczem parafii został w 1945 roku ksiądz Otton Krenz, a po jego wyjeździe do Warszawy w 1949 roku ks. Dr Woldemar Gastpary z Tomaszowa. 10 lipca 1950 r. duszpasterzem parafii mianowany został ks. Jerzy Gryniakow, którego uroczysta ordynacja odbyła się w Piotrkowie 20 maja 1951 r. Ordynacji dokonał ks. biskup prof. Jan Szeruda w asyście ks. prof. Karola Wolframa i ks. sen. W. Gastpary’ego. Jeszcze tego samego roku zostały wznowione nabożeństwa w Kleszczowie i w Zelowie.

## Czasy współczesne
Świątynia przy ulicy Rwańskiej w dalszym ciągu pełni funkcję kościoła ewangelickiego. Jest jedną z najważniejszych świątyń piotrkowskich znajdującą się na terenie Starego Miasta. Nabożeństwa w kościele odbywają się regularnie. Kościół jest też bardzo ważnym miejscem w życiu kulturalnym Piotrkowa ze względu na odbywające się w nim koncerty (m.in. muzyki organowej). Od 1998 roku proboszczem parafii jest ksiądz Wiesław Żydel.

## Architektura kościoła

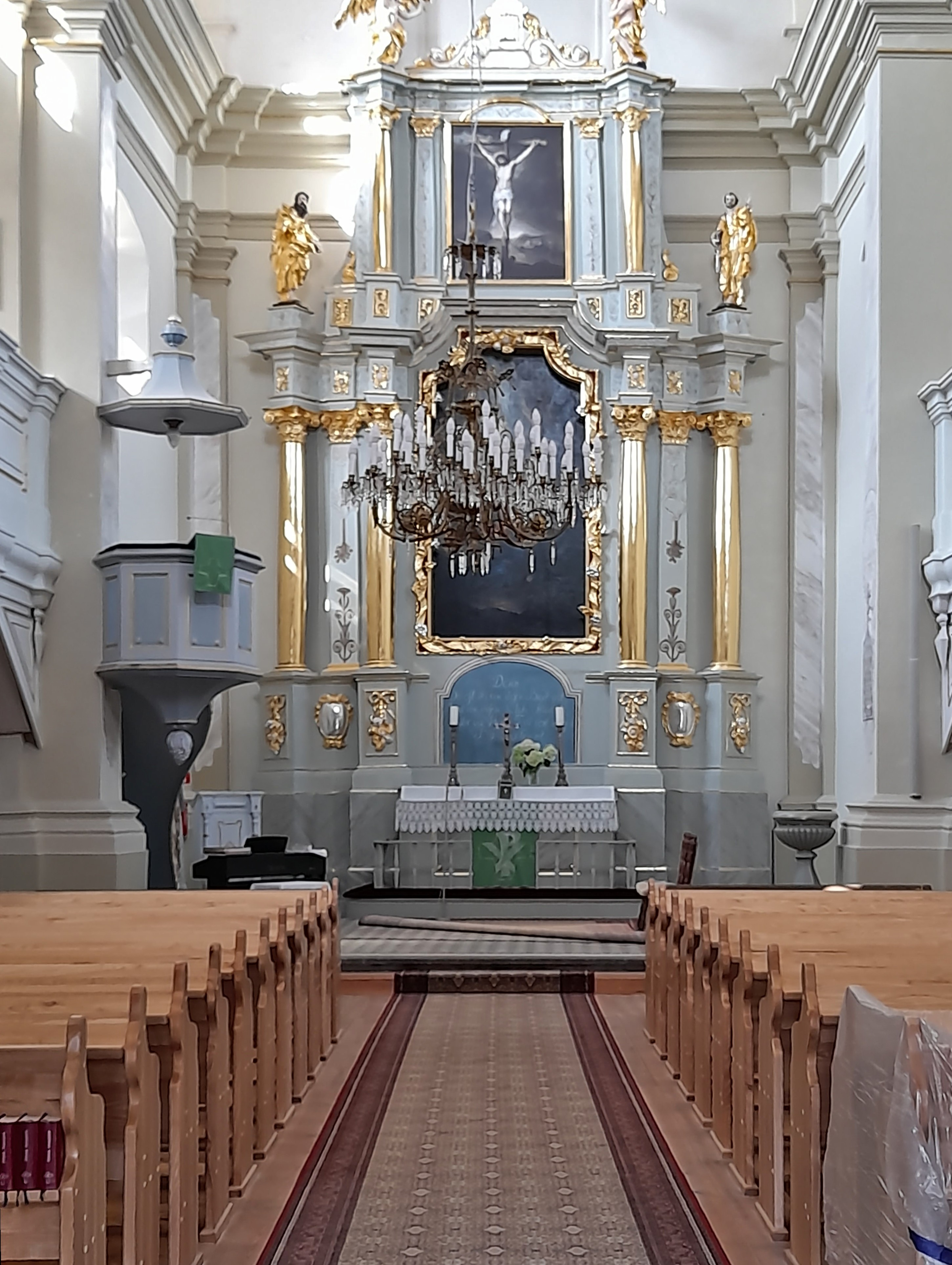
Wnętrze świątyni

Kościół został wzniesiony w stylu barokowym jako świątynia jednonawowa. Posiada krótsze i węższe prezbiterium zamknięte prostą ścianą, przy którym ulokowana została zakrystia. Nawa i prezbiterium zostały sklepione krzyżowo, poniżej zaś umieszczono szeroki profilowany gzyms. Po obu stronach nawy dobudowano kaplice oddzielone od nawy głównej opilastrowane filary przyścienne. Ze względu na przebite w nich niskie przejścia kościół sprawia wrażenie trójnawowego. Pierwotnie w kaplicach znajdowały się ołtarze częściowo przeniesione w 1788 roku przez Pijarów do kościoła pojezuickiego. W 1824 roku ewangelicy wznieśli w ich miejsce drewniane empory. Początkowo kościół nie posiadał wież, które zaprojektowane zostały dopiero w 1888 roku, a dobudowane do szczytu świątyni zostały pod koniec XIX wieku. Nad wejściem do świątyni znajduje się tablica, na której niegdyś widniała łacińska inskrypcja:
Bogu Wszechmogącemu Najwyższemu, Którego wielkość świat ogarnąć nie może. Przybytek Najświętszej Maryi Łask Bożych Szafarce Skarbnicę Janowi w żywocie Matki poświęconemu Świątynię Mikołajowi Jałmużnikowi Chrystusa w ubogich czczonemu Kościół wśród klęsk polskich Niebu oddany, protektorów ręką zbudowała hojność Roku ugruntowanego Zbawiciela 1718
Z pierwotnego wyposażenia kościoła zachował się barokowy ołtarz główny poświęcony czci Najświętszego Serca Pana Jezusa oraz barokowy z rokokowymi ornamentami chór muzyczny. Po prawej stronie ołtarza umieszczona została kazalnica mylnie zinterpretowana przez Michała Rawitę-Witanowskiego jako dawna kazalnica pijarska. Ambona pochodzi bowiem z XIX wieku, starsza natomiast może być prowadząca na nią barokowa balustrada.